# Bataille de Mossy Creek
Guerre de Sécession
Batailles
Opérations autour de Dandridge :
- Mossy Creek
- Dandridge
- Fair Garden

La bataille de Mossy Creek est un engagement mineur de la guerre de Sécession, qui s'est déroulée le 29 décembre 1863, dans le comté de Jefferson, Tennessee. 

## Contexte
Le brigadier général de l'Union Samuel D. Sturgis, alors qu'il a son campement à Mossy Creek et est en marche vers Talbott's Station, reçoit un rapport la nuit du 28 décembre 1863, selon lequel une brigade de cavalerie confédérée a installé un camp l'après midi près de Dandridge au sud de Mossy Creek. Présumant que la force ennemie s'est scindée, Sturgis décide d'aller à sa rencontre, la défaire, éventuellement capturer le campement de cavalerie ennemie. Pour atteindre cet objectif, il ordonne à une partie de ses troupes de partir de Mossy Creek et de Talbott's Station en direction de Dandridge. Après le départ de ces forces, le major général William T. Martin, commandant la cavalerie confédérée du lieutenant général James Longstreet, dont le camp est à Panther Creek près de Morristown, attaque la petite force fédérale à Talbott's Station à 9 heures du matin le 29 décembre 1863.

## Bataille
Les fédéraux reculent lentement vers Mossy Creek et Sturgis envoie des messages à ses subordonnés en route pour Dandridge afin qu'ils reviennent rapidement s'ils ne trouvent pas l'ennemi là-bas. Les confédérés avancent sur Mossy Creek, repoussant les fédéraux en face d'eux. Ne trouvant aucun ennemi à Dandridge, les troupes de l'Union reviennent rapidement à Mossy Creek et se joignent à la bataille. Vers 15 heures, les fédéraux commencent à repousser les confédérés hors de Mossy Creek vers Talbott's Station et Panther Creek. À la nuit, les confédérés sont revenus à leur point de départ à Panther Creek. La poursuite de l'Union n'est pas lancée cette nuit là, mais comme la saison est avancée, Martin choisit de se retirer de la région vers Morristown pour passer l'hiver. Après la victoire à Mossy Creek, l'Union tient la ligne aux environs de Talbott's Station pour quelque temps.